# Gymnastique aux Jeux olympiques d'été de 2024
Navigation
Tokyo 2020 Los Angeles 2028
Aux Jeux olympiques de 2024, trois disciplines de gymnastique sont au programme : la gymnastique artistique, la gymnastique rythmique et le trampoline.

## Tableau des médailles
- Pays organisateur (France)

| Rang  | Nation                       | Or | Argent | Bronze | Total |
| ----- | ---------------------------- | -- | ------ | ------ | ----- |
| 1     | Chine                        | 3  | 6      | 3      | 12    |
| 2     | États-Unis                   | 3  | 1      | 5      | 9     |
| 3     | Italie                       | 1  | 1      | 3      | 5     |
| 4     | Japon                        | 3  | 0      | 1      | 4     |
| 5     | Brésil                       | 1  | 2      | 1      | 4     |
| 6     | Grande-Bretagne              | 1  | 0      | 2      | 3     |
| 7     | Philippines                  | 2  | 0      | 0      | 2     |
| 8     | Athlètes individuels neutres | 1  | 1      | 0      | 2     |
| 9     | Israël                       | 0  | 2      | 0      | 2     |
| 10    | Irlande                      | 1  | 0      | 0      | 1     |
| 10    | Allemagne                    | 1  | 0      | 0      | 1     |
| 10    | Algérie                      | 1  | 0      | 0      | 1     |
| 10    | Bulgarie                     | 0  | 1      | 0      | 1     |
| 10    | Ukraine                      | 0  | 1      | 0      | 1     |
| 10    | Kazakhstan                   | 0  | 1      | 0      | 1     |
| 10    | Arménie                      | 0  | 1      | 0      | 1     |
| 10    | Colombie                     | 0  | 1      | 0      | 1     |
| 10    | Canada                       | 0  | 0      | 1      | 1     |
| 10    | Grèce                        | 0  | 0      | 1      | 1     |
| 10    | Roumanie                     | 0  | 0      | 1      | 1     |
| 10    | Taipei chinois               | 0  | 0      | 1      | 1     |
| Total | Total                        | 18 | 18     | 19     | 54    |